# Badmintonmeisterschaft von Fidschi
Bei den Badmintonmeisterschaften von Fidschi werden die Titelträger von Fidschi in den fünf Einzeldisziplinen im Badminton ermittelt. Erstmals ausgetragen wurden die Titelkämpfe in den 1990er Jahren.

## Die Titelträger
| Saison | Herreneinzel | Dameneinzel           | Herrendoppel        | Damendoppel                              | Mixed                         |
| ------ | ------------ | --------------------- | ------------------- | ---------------------------------------- | ----------------------------- |
| 2022   | Chang Ho Kim | Chanuthi Don Senethma | Ahmad Ali Leon Jang | Sristi Sweta Nadan Chanuthi Don Senethma | Martin Feussner Sina Quai Hoi |
| 2025   |              |                       |                     |                                          |                               |